# Kỷ Calymma
Kỷ Calymma hay kỷ Cái Tằng (Calymmian, từ tiếng Hy Lạp: calymma, nghĩa là "che phủ"). Cái Tằng là phiên âm từ tiếng Trung của cụm từ 盖层 với cái ở đây có nghĩa là che phủ, tằng là tầng. Đây là kỷ địa chất thứ nhất trong đại Trung Nguyên Sinh. Nó kéo dài từ khoảng 1.600 triệu năm trước (Ma) tới khoảng 1.400 Ma. Thay vì dựa trên địa tầng, các niên đại này được xác định bằng địa thời học.
Kỷ này được đặc trưng bằng sự mở rộng của các tầng che phủ đang tồn tại hay bằng các thềm lục địa mới trên các nền móng mới im lìm hóa.
Siêu lục địa Columbia đã tách rời ra trong kỷ Calymma vào khoảng 1.500 Ma.